# 溪北村 (新港鄉)
23°30′44.4″N 120°20′02.2″E / 23.512333°N 120.333944°E
溪北村是臺灣嘉義縣新港鄉轄下的一個村，位於該鄉最南端。其面積約4.191006平方公里，轄內計20鄰、522戶、1557人，男性849人、女性708人（2017年6月統計）。
該村因位居朴子溪（又名牛稠溪）北面而得名。

## 地理
溪北村位於新港鄉最南端，北臨潭大村，東臨月潭村、月眉村，西臨安和村，南臨太保市田尾里、過溝里。村內有月眉大排水溝、嘉南大圳（蒜頭支線）橫貫，南傍朴子溪（牛稠溪）。

## 聚落歷史
開發甚早，早在清康熙年間起先後有李姓、蔣姓、徐姓、江姓、王姓、林姓、吳姓、楊姓入居開墾。清末隸屬嘉義縣牛稠溪堡，日治時期經歷多次行政區域的調整，到了1950年（民國39年）改隸嘉義縣新港鄉溪北村迄今。

## 教育
轄內無官方設立的教育機構，依學區劃分，溪北村屬於月眉國小、新港國中的範圍內。

## 文化資源

### 溪北鎮武宮
地址： 嘉義縣新港鄉溪北村111-1號。
主祀玄天上帝，陪祀濟公禪師、註生娘娘、關聖帝君、土地公、天上聖母。
溪北鎮武宮上帝爺公，是同地居民奉請來台，為溪北居民祖先共同信仰之神尊，可說是溪北村開村之庄神。原廟宇建於六興宮現址旁，名為「上帝爺廟」，民國三十年（西元1941年），因發生白河大地震致上帝爺廟震倒塌而成為廢墟，庄民因擴建重修六興宮後無能力再重建上帝公廟，只好暫時移寄玄天上帝神尊在六興宮殿內與媽祖聖母合祀，共享信徒香火。民國78年，本村村民睡夢中獲玄天上帝指示：「要自成香火，以導正社會亂局，助財利、安民心」。於78年吉日吉時，正式從六興宮請出玄天上帝聖尊，移駐廟右前方，臨時行宮暫蹕。新的上帝爺廟於民國86年丁丑年二月二二日（西元1997年）舉行安座大典香火延續萬年。為重簷三開間二落式建築，廟名吉取
『鎮武宮』，取其「鎮威玄武風調雨順，武衛台疆國泰民安」之意。。

### 六興宮
主祀天上聖母，由王得祿將軍倡建，據傳其源起和新港奉天宮、北港朝天宮有密切關係，皆是繼承笨港天后宮的三尊媽祖神像而來。經多次整建，今日廟貌為1914年（大正3年）確立。1989年（民國78年）臺灣電視公司播出電視劇「媽祖外傳」，使得六興宮的「黑面三媽」成為當時在地人所熟知的名詞。

### 溪北清水殿
地址：嘉義縣新港鄉溪北村安和路195-2號。
1998年落成，主祀清水祖師，陪祀：中壇元帥、關聖帝君、御宮祖師、玄天上帝、孫臏真人、東沙大王、虎爺公等神。